# Capilla de San José (Quito)
La Capilla de San José, también conocida como Capilla San José o Iglesia de San José, es un templo católico ubicado entre la calle General Francisco Robles y la avenida 12 de Octubre al norte de Quito. Fue construida por el padre Pedro Brüning en 1932 y es parte del Colegio Santa Mariana de Jesús.

## Historia
En febrero de 1924, el padre Pedro Brüning comenzó a trabajar en los planos de este complejo arquitectónico para las Hermanas Marianitas, el cual incluía una capilla, una sacristía, un colegio y una casa conventual:. Alfonso Cevallos Romero establece el siguiente cronograma constructivo para la Capilla de San José
- 12 de febrero de 1924: se terminan los planos.
- 28 de octubre de 1925: se coloca la primera piedra.
- 1932: se trabaja en las ventanas y el altar.

La capilla se concluyó en 1932.

## Descripción
La iglesia está compuesta de una sola nave central.

Todo el exterior es de ladrillo visto. Si bien esta es una característica típica de las obras del padre Brüning, en la actualidad esta es una de las pocas iglesias que se mantiene fiel a este estilo. La mayoría sus obras presentan fachadas que, con el paso del tiempo, han sido parcial o totalmente pintadas como por ejemplo las iglesias de San Pedro de Conocoto, La Magdalena, San Roque, Santa Clara o San Sebastián.

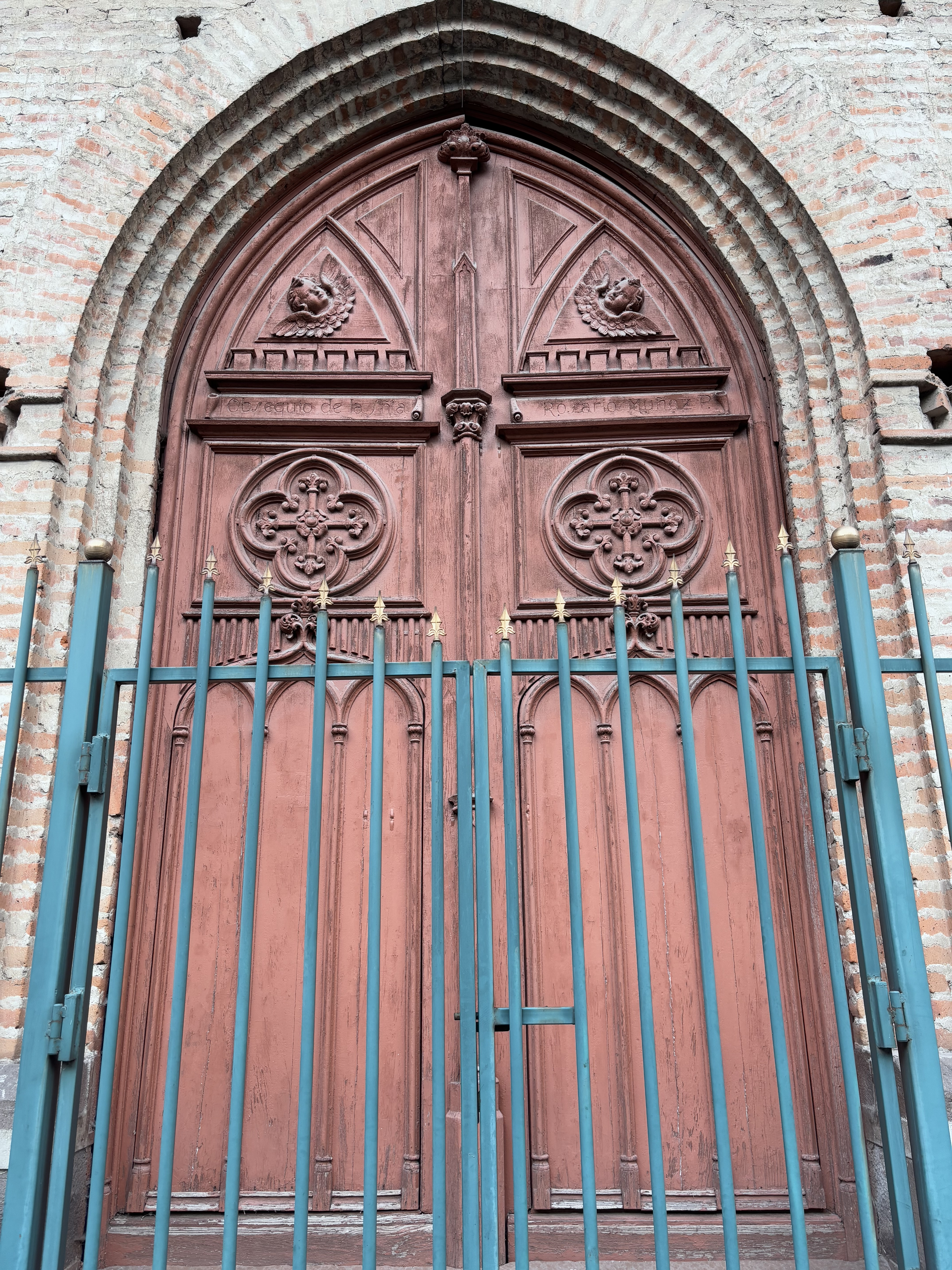
Portón.
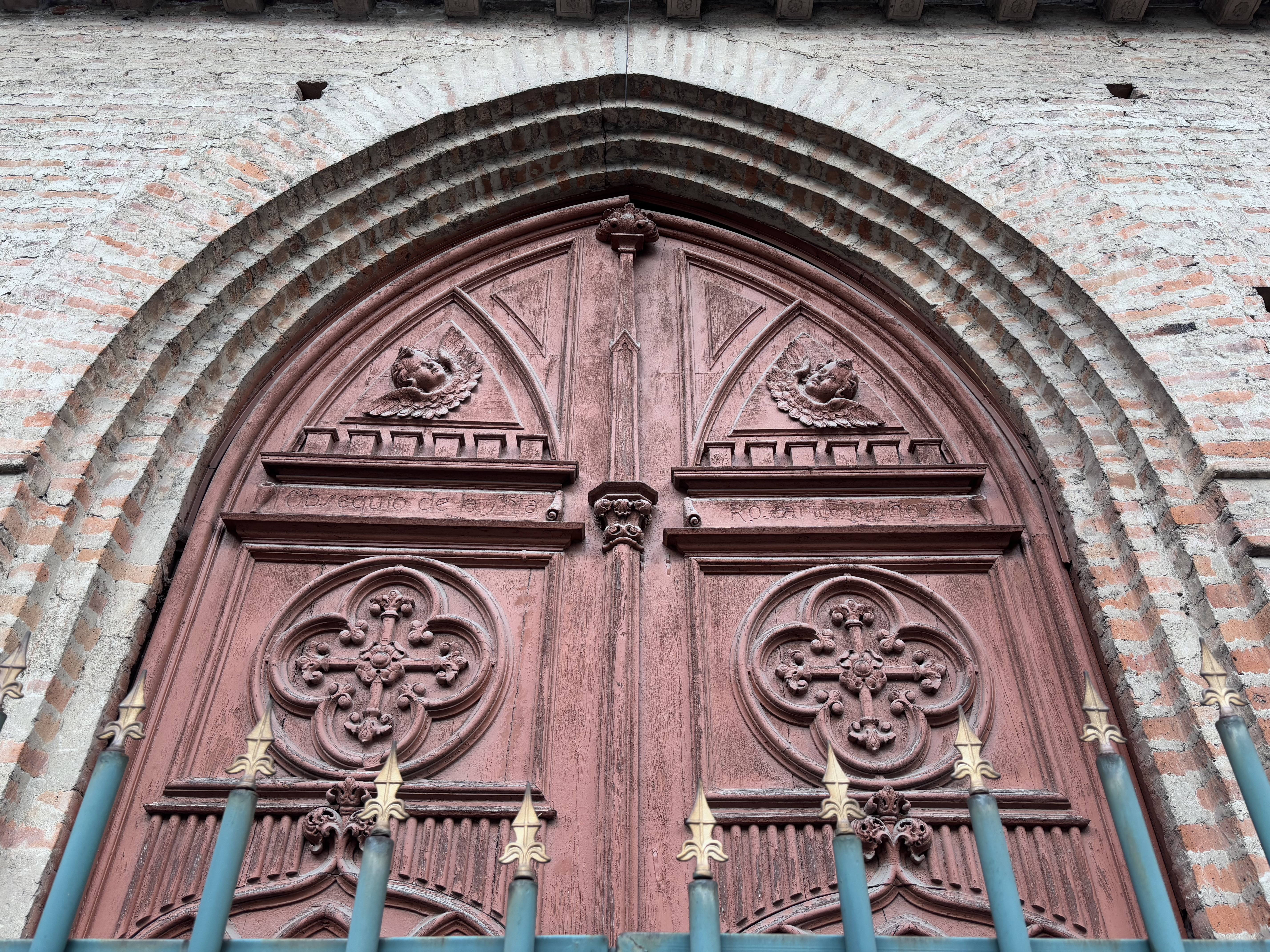
Portón, detalle.
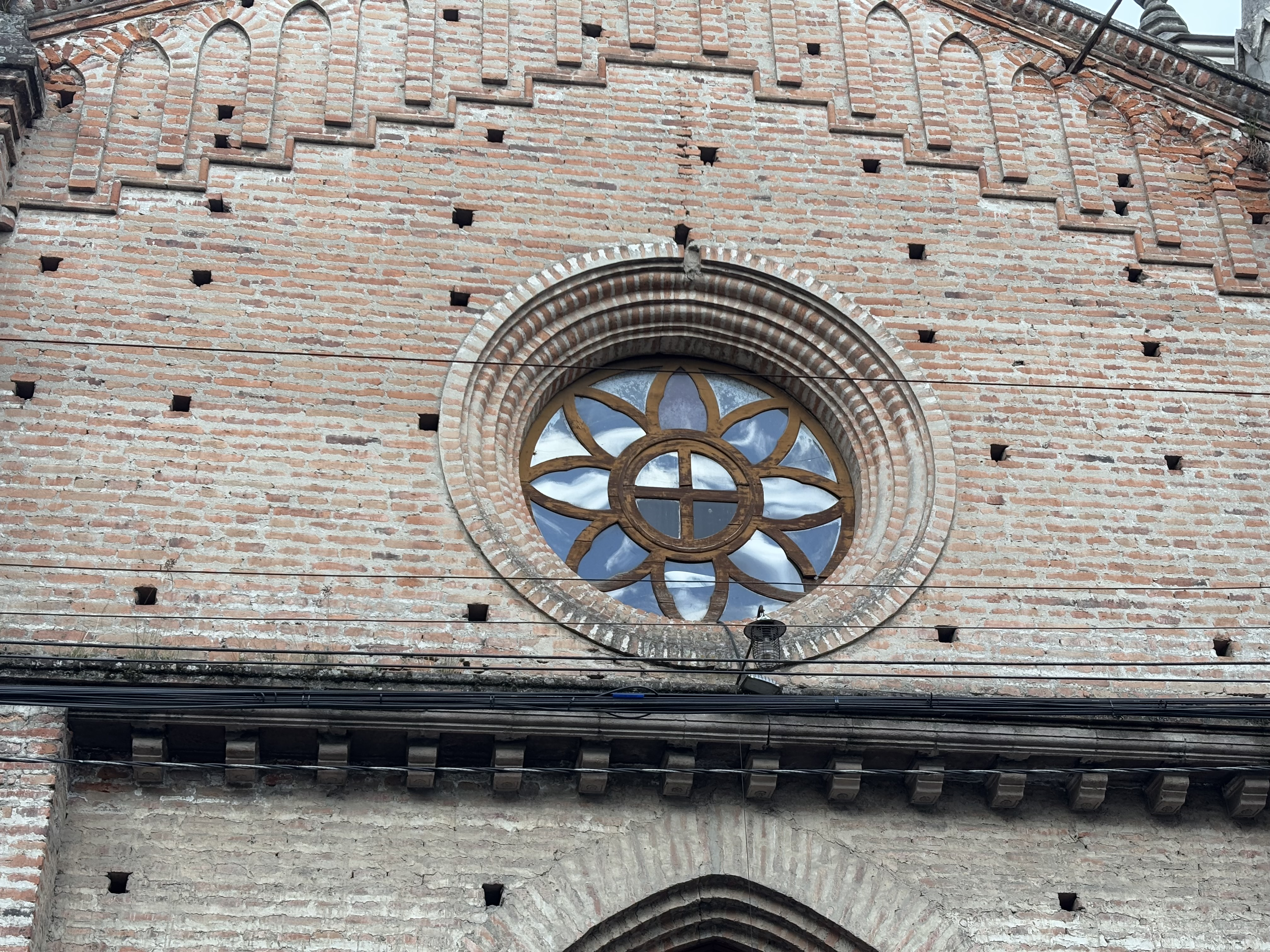
Rosetón de la capilla.